# Färöischer Fußballpokal 1975
Der Färöische Fußballpokal 1975 fand zwischen dem 8. Juni und 28. September 1975 statt und wurde zum 21. Mal ausgespielt. In den beiden Endspielen siegte HB Tórshavn mit 5:2 und 2:2 gegen ÍF Fuglafjørður und konnte den Pokal somit zum zwölften Mal gewinnen.
HB Tórshavn und KÍ Klaksvík belegten in der Meisterschaft die Plätze eins und zwei, dadurch erreichte HB Tórshavn das Double. Titelverteidiger VB Vágur schied hingegen in der Qualifikationsrunde aus.

## Teilnehmer
Teilnahmeberechtigt waren folgende sechs Mannschaften der Meistaradeildin:
| Meistaradeildin                                                           |
| B36 Tórshavn HB Tórshavn ÍF Fuglafjørður KÍ Klaksvík TB Tvøroyri VB Vágur |

## Modus
Für den Pokal waren alle Erstligisten zugelassen. Diese spielten zunächst in einer Runde drei Teilnehmer aus, wovon einer direkt für das Finale qualifiziert war. Die übrigen beiden Mannschaften ermittelten den zweiten Finalteilnehmer. Alle Runden wurden im K.-o.-System ausgetragen.

## Qualifikationsrunde
Die Partien der Qualifikationsrunde fanden am 8. Juni statt.
|             | Ergebnis        |                 |
| ----------- | --------------- | --------------- |
| HB Tórshavn | 2:0             | TB Tvøroyri     |
| KÍ Klaksvík | 1:0             | B36 Tórshavn    |
| VB Vágur    | 1:2 n. V. (1:1) | ÍF Fuglafjørður |

## Halbfinale
Die Halbfinalpartie fand am 24. August statt. ÍF Fuglafjørður war direkt für das Finale qualifiziert.
|             | Ergebnis |             |
| ----------- | -------- | ----------- |
| HB Tórshavn | 2:1      | KÍ Klaksvík |

## Finale

### Hinspiel
| Paarung  | ÍF Fuglafjørður – HB Tórshavn |
| Ergebnis | 2:5                           |
| Datum    | 21. September 1975            |
| Stadion  | Í Fløtugerði, Fuglafjørður    |
| Tore     | ?                             |

### Rückspiel
| Paarung  | HB Tórshavn – ÍF Fuglafjørður |
| Ergebnis | 2:2                           |
| Datum    | 28. September 1975            |
| Stadion  | Gundadalur, Tórshavn          |
| Tore     | ?                             |